# Sony Ericsson C903

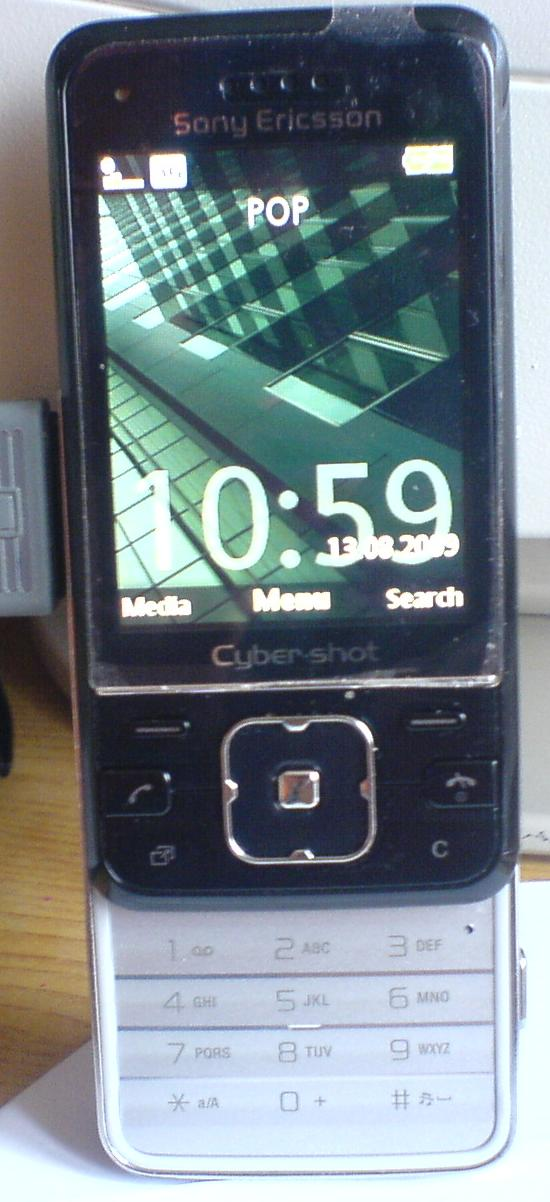
Sony Ericsson C903 Lacquer Black

De C903 is een camera telefoon van Sony Ericsson, in de bekende Cybershot serie. De telefoon is geïnspireerd op de Sony T-serie camera's. De C903 werd het tweede kwartaal van 2009 geïntroduceerd op de Nederlandse markt. 
Het toestel is uitgerust met gezichtsherkenning, waarmee de camera tot drie mensen tegelijk kan vinden. Daarnaast zorgt glimlach herkenning ervoor dat een glimlach er automatisch uit wordt gekozen. Met de telefoon kun je vlak na elkaar negen foto’s nemen, de beste eruit kiezen en de rest wissen.

## Specificaties

### Scherm
- 262.144 kleuren TFT
- 240x320 pixels

### Telefoon kleuren
De telefoon is beschikbaar in 3 kleuren:
- Lacquer Black (zwart)
- Techno White (wit)
- Glamour Red (rood)

### Fysieke kenmerken
- Afmetingen: 97,0 x 49,0 x 16,0 millimeter.
- Gewicht met batterij: 96 gram

### Batterij

#### Spreektijd
- Zonder 3G: 10 uur
- Met 3G: 4 uur
- beeldgesprek:<1,5 uur

#### Stand by
- Zonder 3G: 400 uur
- Met 3G: 350 uur

### Connectiviteit
- 3G breedband
- HSDPA
- Bluetooth
- GPRS
- USB support
- PictBridge
- GPS en aGPS

### Camera
- 5,0 megapixels

### Netwerk(en)
- Quad-band GSM / GPRS / EDGE: 850 / 900 / 1800 / 1900
- Tri-band UMTS / HSDPA: 900 / 2100